# Heikant (Oordeel)
Heikant or Oordeel Heikant (51° 27′ N, 4° 58′ L) é uma vila dos Países Baixos, na província de Brabante do Norte. Heikant (Oordeel) pertence ao município de Baarle-Nassau, e está situada a 15 km, a sul de Tilburg.
This village should not be confused with the other Heikant está situada no município de Baarle-Nassau, 8 km to the west; or with any of the dozens of other Heikants in the Netherlands or Belgium.